# San Sebastian (Lempira)
San Sebastian est une municipalité du Honduras, située dans le département de Lempira. La municipalité comprend 7 villages et 108 hameaux. Elle est fondée en 1896.

## Source de la traduction
- (en) Cet article est partiellement ou en totalité issu de l’article de Wikipédia en anglais intitulé « San Sebastian, Lempira » (voir la liste des auteurs).